# Municipio de Weaver (Iowa)
El municipio de Weaver (en inglés: Weaver Township) es un municipio ubicado en el condado de Humboldt en el estado estadounidense de Iowa. En el año 2010 tenía una población de 439 habitantes y una densidad poblacional de 4,7 personas por km².

## Geografía
El municipio de Weaver se encuentra ubicado en las coordenadas 42°41′19″N 94°23′3″O / 42.68861, -94.38417. Según la Oficina del Censo de los Estados Unidos, el municipio tiene una superficie total de 93.37 km², de la cual 93,37 km² corresponden a tierra firme y (0 %) 0 km² es agua.

## Demografía
Según el censo de 2010, había 439 personas residiendo en el municipio de Weaver. La densidad de población era de 4,7 hab./km². De los 439 habitantes, el municipio de Weaver estaba compuesto por el 97,27 % blancos, el 0,46 % eran afroamericanos, el 0,46 % eran asiáticos, el 0,23 % eran isleños del Pacífico, el 0,46 % eran de otras razas y el 1,14 % eran de una mezcla de razas. Del total de la población el 2,05 % eran hispanos o latinos de cualquier raza.